# Холзаково
Холзаково — деревня в Гагаринском районе Смоленской области России. Входит в состав Никольского сельского поселения.

## География
Деревня находится на берегу реки Дубня. Ближайшие населенные пункты Пречистое, Замошки.

### Часовой пояс
Холзаково находится в часовой зоне МСК (московское время). Смещение применяемого времени относительно UTC составляет +3:00.

## Население
Согласно переписи населения 2010 постоянное население отсутствует.

## Инфраструктура
В деревне находится одна улица Придорожная.